# Porcupine Gorge National Park
Porcupine Gorge National Park är en park i Australien. Den ligger i delstaten Queensland, omkring 1 200 kilometer nordväst om delstatshuvudstaden Brisbane.
Trakten runt Porcupine Gorge National Park är nära nog obefolkad, med mindre än två invånare per kvadratkilometer.. Det finns inga samhällen i närheten.
Omgivningarna runt Porcupine Gorge National Park är i huvudsak ett öppet busklandskap. Genomsnittlig årsnederbörd är 716 millimeter. Den regnigaste månaden är januari, med i genomsnitt 184 mm nederbörd, och den torraste är september, med 2 mm nederbörd.